# Agamyxis
Agamyxis Cope, 1878 è un genere di pesci tropicali d'acqua dolce, appartenente alla famiglia Doradidae.

## Specie
- Agamyxis albomaculatus
- Agamyxis pectinifrons